# خليل المصري
خليل المصري (8 يونيو 1911 - 19 يناير 1975) هو ملحن وموسيقار مصري.

## حياته ونشأته
مواليد 8 يونيو 1911 بالإسكندرية  اسمة الحقيقي (خليل إبراهيم محمد بسيوني)، حصل على دبلوم الثقافة عام 1940 وتعلم أصول الفن وحصل على دبلومات من المعاهد الموسيقية، وهو أيضاً زجال وأديب ومؤرخ موسيقي ساهم في إصدار بعض الكتب الموسيقية وشارك المؤرخ الموسيقي الشهير محمود كامل في إعداد كتاب عن النصوص الكاملة لجميع أغاني سيدة الغناء أم كلثوم، وكان من مؤسسي جمعية المؤلفين والملحنين ناشري الموسيقى، وكان أول من ساهموا في صدور قرار حماية حق المؤلف رقم 354 لسنة 1954.

النعناع (لحن: خليل المصري) 1963

## نشاطه
انتقل خليل المصري من محرم بك إلى القاهرة ليعمل بها، وأقام بحي العجوزة، وقد اختارته شركة أوديون للاسطوانات والبرامج الإذاعية ليكون مديرها الفني، وسافر إلى مختلف البلاد العربية للتعاقد والاتفاق على البرامج والأغاني، وقد أهدى عائلة سيد درويش أربعمائة أسطوانة نادرة عليها أغان وأوبريتات لسيد درويش.  
أنفق خليل المصري وقته وماله في جمع تراث الموسيقى الشرقية، وقد اختاره المجلس الأعلى للفنون والآداب ليكون عضوا بلجنة تحقيق التراث، وكان أيضا نائبا لرئيس جمعية المؤلفين والملحنين وناشري الموسيقى، وعضوا فنيا لمعهد الموسيقى العربية، وأمينا لصندوق جمعية موسيقى سيد درويش، مع صديقه الفنان محمد فوزي، وأنشأ ناديا للمؤلفين والملحنين بشارع عرابى بالقاهرة.
أعد خليل المصري وقدم برنامج إذاعي باسم «اسطوانات من غير خشخشة» علي موجات اذاعة الشرق الأوسط في الخمسينيات والستينيات من القرن العشرين لتقديم الألحان والأغاني القديمة والنادرة.           

## زواجه من المطربة عائشة حسن
التقي خليل المصري بالمطربة المبتدئة وقتها عائشة حسن عندما قدمت إلى شركة أوديون لتسجيل الاسطوانات عن طريق قريب لها هو الدكتور إبراهيم الغروري، وكان المصري صديقاً لمدير شركة الأسطوانات آنذاك وأعجب بها وقدمها للإذاعة المصرية وتزوجها وأنجبا بنتاً واحدة هي منى (أسمها الحقيقي آمال خليل المصري بجامعة اسلسكا الفرنسية بمصر).

## ألحانه المميزة
فايد محمد فايد: بحبهم الاتنين (كلمات محمود الكمشوشى)
صلاح عبد الحميد: انا عقلى خلاص ( كلمات محمود الكمشوشى)
كارم محمود - نعيم حبك (كلمات أحمد السمرة)
كارم محمود - على بلد المرسي أبو العباس (كلمات سعيد المصري)
كارم محمود - يا سكندرية (كلمات سعيد المصري 1955)
كارم محمود - مركب في النيل (كلمات محمد علي أحمد)
عباس البليدي - عدينى يا معداوى (يا نخلتين في العلالي) (كلمات أحمد السمرة)
عباس البليدي: كتير اتخاصمنا (كلمات سعيد المصري)
عائشة حسن - انا ليلي ونهاري مشغولة بأزهاري (يا جمال الازهار)
عائشة حسن - الدنيا بهجة (كلمات أحمد السمرة)
عائشة حسن - ياغدارين بالهوى (كلمات أحمد السمرة)
عائشة حسن: زى القمر يا جمال الاتنين (كلمات مصطفى السيد)
عبد الحليم حافظ: بينى وبين قلبى حكايه (كلمات عبد الفتاح مصطفى)
محمد قنديل: على الرملة (كلمات سعيد المصري)
عبد اللطيف التلباني: بادينا بنينا وعلينا (كلمات السيد زيادة)
فايده كامل: اسكندرانى (كلمات سعيد المصري)
سعاد مكاوي: اسقي الورد (كلمات إبراهيم كامل رفعت)
سعاد مكاوي: ابقى صدق (كلمات سعد الدين المصري)
سعاد مكاوي: بتعلى الراديو لمين (كلمات ابن الليل)
سعاد مكاوي: شمس العروبة (كلمات عبد الفتاح مصطفى)
إبراهيم حمودة: يا صبح بالاحلام لالى (كلمات مصطفى عبد الرحمن)
إبراهيم حمودة: الحب والاشتراكية (كلمات محمد مراد فؤاد)
إبراهيم حمودة: عشنا وشفنا (كلمات مصطفى عبد الرحمن)
إبراهيم حمودة: المصرية (كلمات مصطفى عبد الرحمن)
مصطفى كمال حسين: في اعياد القنال (كلمات مصطفى كمال حسين)
حورية حسن: زي القمر (كلمات وألحان خليل المصري)
سيد إسماعيل: نهارنا سعيد (كلمات حسيب غباشى)
عصمت عبد العليم: رنة خلاخيلي (كلمات محمد علي أحمد)  
فايد محمد فايد: ياجريد النخل العالى (كلمات أحمد السمرة)
فاطمة علي: جواب حبيبي فين (كلمات إبراهيم كامل رفعت)
فاطمة علي: محلا جمال طلعتك (كلمات علي الفقي)
قدم خليل المصري لحن أغنية «هو مين» للمغنية شادية ضمن فيلم عاصفة في الربيع  للمخرج إبراهيم لاما عام 1951، وقدم ألحان أستعراض اسقي الورد يا خولي الورد غناء فاطمة علي وكلمات إبراهيم كامل رفعت ضمن فيلم «الحب المكروه» للمخرج هنري بركات عام 1953.

## لمحات من تاريخ خليل المصري
كتب حسام أبو العلا على موقع بوابة دار المعارف الإخبارية في 2 يناير 2019 فقرات من كتاب الأديبة إيمان أحمد يوسف (الحاصلة على جائزة رائدة الأدب والإبداع من أكاديمية التميز بالهند) «حياة الشاعر محمد مكيوي وقصائد لم تنشر عنه»: «خالي حسن أنيس أخذني إلى قصر ثقافة الحرية... ليعرفني الشاعر الكبير أحمد السمرة والشاعر الكبير محمد مكيوي... وبدأت الرحلة مع الأستاذ محمد مكيوي، الذي تبناني أدبيا لإحساسه بأنه يرد الجميل، لشقيق جدتي الأكبر الملحن الكبير» خليل المصري«الذي أعجب بقصيدة عن الحج للشاعر محمد مكيوي، فبحث عنه ولحن القصيدة، وكان اللحن إهداء من جدي الملحن والمؤرخ الموسيقي خليل المصري، وأذيعت الأغنية في إذاعة القاهرة عام 1950م بصوت المطربة شافية أحمد بعنوان» يا بخت من حج وزار"، ولم تغن في الإسكندرية فلم تكن إذاعتها قد انطلقت بعد. كانت إذاعة هذه الأغنية البداية الحقيقية للشاعر محمد مكيوي، أذيعت الأغنية كثيراً في ركن الأغاني الشعبية، وأصبح الشاعر محمد مكيوي من رواد الأمسية التي يعقدها الفنان والملحن والمؤرخ الموسيقي "خليل المصري«أسبوعياً بمحرم بك، وكانت تضم نخبة من ألمع شعراء مصر وفنانيها كان منهم: كارم محمود، وصالح جودت، وطاهر أبو فاشا، ومحمد قنديل، وعبد العليم القباني وأحمد السمرة، وحسن أنيس، وغيرهم. وتحت الطبع  كتاب جديد لي عن تاريخ هذه الحقبة، يحتوي على ملخص ثلاثة كتب أصدرها جدي خليل المصري (أغاني المصري، ليالي المصري، أزجال المصري) ويشمل على بعض الأشعار والأزجال من إبداعه، ونصوص غنائية للشعراء والفنانين الذين لحن لهم أشعارهم، ليكون الكتاب بمثابة تاريخ  له ولمن عاصروه، ولأنه اخترع مقاماً موسيقياً جديداً (مقام نغمة شوق) وكذلك اخترع رتم الصبا في الخمسينيات، وهو أول من قدم أغنية في شكل إعلان:» بشويش الناس نايمين، هتعلي الراديو لمين، الناس أسرار والجار للجار، بشويش الناس نايمين) للتوعية ضد الضوضاء والأصوات العالية. وكان وقتها الراديو والإذاعة في أوج الشهرة، وكانت مدة الإعلان دقيقة ونصف، غناء سعاد مكاوي.
أصدرت الشاعرة إيمان أحمد كتاب عن المؤرخ الموسيقي خليل المصري ونفدت طبعته الأولى، وصدرت طبعته الثانية تحت عنوان «ليالي خليل المصرى.. المؤرخ الموسيقى والملحن والشاعر»، وقالت الكاتبة: «هو صاحب سيرة متفردة... وهو أول ملحن قدم الفنان عبد الحليم حافظ للإذاعة، حينما لحن له أغنية» الكون الجميل حواليك«، وقد ابتدع المصري مقام نغمة جديدة باسم» أشواق«، وقد استعرضت مشواره وإسهاماته الهامة في هذا الكتاب».
أطلق اسم «خليل المصري» على أحد أهم شوارع الإسكندرية تخليداً لذكراه (بحي مصطفى كامل برشدي بالإسكندرية)
توفي الموسيقار خليل المصري في 19 يناير 1975 عن عمر يناهز 64 سنة وترك العديد من الأعمال المنسية والمجهولة التي تزخر بها دهاليز الإذاعة المصرية.

## وصلات خارجية
- خليل المصري على موقع قاعدة بيانات الأفلام العربية

https://www.youtube.com/watch?v=ilzYZYR1u1k خليل المصري
https://www.youtube.com/watch?v=iH1z9pHP1aw خليل المصري
https://www.youtube.com/watch?v=qPMg5-A4soU خليل المصري
https://www.youtube.com/watch?v=Vr72YE1R1_k خليل المصري
https://www.youtube.com/watch?v=KvBsCewfSbE خليل المصري
https://www.youtube.com/watch?v=qPMg5-A4soU خليل المصري
https://www.youtube.com/watch?v=TGUhrohRcWs خليل المصر